# Min (ca sĩ Việt Nam)
Nguyễn Minh Hằng (sinh ngày 7 tháng 12 năm 1988), thường được biết đến với nghệ danh Min (cách điệu là MIN), là một nữ ca sĩ kiêm vũ công người Việt Nam. Khởi đầu là thành viên của nhóm nhảy St.319, cô ra mắt với tư cách ca sĩ solo vào năm 2013 với đĩa đơn đầu tay "Tìm".

## Tiểu sử
Tên khai sinh của Min là Nguyễn Minh Hằng, cô sinh ngày 7 tháng 12 năm 1988 tại Hà Nội và là tiểu thư trong một gia đình có gia thế. Năm 13 tuổi, cô sang Đức cùng gia đình khi bố mẹ làm việc trong Đại sứ quán Việt Nam tại Đức. Hơn 9 năm học tập tại Đức, tốt nghiệp European University Viadrina, Min có 2 năm làm việc ở Red Bridge TV & Film production Đức và Vindragon JSC trong vai trò chuyên viên sản xuất phim và thiết kế đồ họa. Nghệ danh MIN sau này lúc cô hoạt động nghệ thuật cũng lấy ý tưởng từ chính tên bạn bè ở Đức hay gọi vì không phát âm được Nguyễn hay Hằng (chữ Minh đọc lơ lớ thành Min)...

## Sự nghiệp

### 2012–15: St.319
Năm 2012, sau một biến cố, gia đình cô bị phá sản và phải đối mặt với khoản nợ lớn, cô trở về Việt Nam và làm biên tập viên của một kênh truyền hình về quốc phòng. Do đã có thời gian tự học nhảy từ năm 14 tuổi khi còn ở bên Đức, nên khi ứng tuyển vào st.319 cô đã trở thành vũ công chính tại nhóm nhảy St.319. Không lâu sau đó cô quyết định từ chức để trở thành một vũ công.
Trong thời gian hoạt động tại nhóm nhảy St.319, Min đã thu hút được nhiều sự chú ý của khán giả và những nghệ sĩ quốc tế, cùng với đó là những giải thưởng trong các cuộc thi về vũ đạo. Min trở thành một trong những thành viên nổi bật nhất của nhóm nhảy St.319. Cô cũng chính là thành viên đầu tiên có video dance cover quảng bá solo khi thể hiện vũ đạo ca khúc "Sherlock" của SHINee và ca khúc "Only One" của BoA. Riêng màn cover vũ đạo ca khúc Only One của Min đã được chính BoA dành những lời có cánh khen ngợi, cùng với đó là những bình luận tích cực từ giới hâm mộ quốc tế cũng như những nghệ sĩ nổi tiếng trong làng giải trí Hàn Quốc. Năm 2012, Min xuất hiện trong MV của Cường Seven với tư cách là dancer.
Vào những ngày cuối năm 2013, một video được đăng lên từ kênh YouTube chính thức của nhóm nhảy St.319 giới thiệu về ca sĩ chuẩn bị ra mắt của họ, đánh dấu sự lấn sân sang lĩnh vực ca hát của họ. Ca sĩ đó là Min, cô chính thức ra mắt với ca khúc "Tìm" kết hợp với rapper Mr.A. Dù sau đó cô đã cho ra mắt nhiều ca khúc như "Nhớ", "Get Out", "Luôn Bên Anh"... và nhận được nhiều sự ủng hộ khán giả, trong đó ca khúc ra mắt của cô là "Tìm" góp mặt trên sân khấu chương trình Bài Hát Yêu Thích,
Tháng 3 năm 2015 Min cho ra đời ca khúc " Y.Ê.U". Ca khúc nhận được sự chú ý lớn từ cộng đồng mạng, đưa cô từ một vũ công trở thành một ca sĩ thực thụ. Ca khúc đã nhận được sự ủng hộ lớn tự cộng đồng fan Vpop và chiếm lĩnh vị trí đầu ở bảng xếp hạng Zing MP3 một thời gian. Kể từ đây, có thể nói Min đã giành được chỗ đứng trong thị trường âm nhạc Việt Nam khi càng nhiều người biết đến cô hơn. Ngày 21 tháng 7, Min tung ra ca khúc "Shine Your Light". Một ca khúc pop retro sôi động, thể hiện nhiệt huyết của tuổi trẻ, cổ động tinh thần dám làm, dám thể hiện, tự tin theo đuổi hoài bão và tỏa sáng. Đây là sản phẩm cuối cùng của Min với tư cách là ca sĩ độc quyền của St.319.

### 2016–nay: Ca sĩ tự do
Đầu năm 2016, sau những tin đồn và sự úp mở của người trong cuộc, cuối cùng Aiden Nguyễn, trưởng nhóm St.319, sau này là CEO của St.319 Entertainment chính thức xác nhận việc Min đã rời khỏi St.319 và trở thành ca sĩ tự do. Sự việc tách công ty này theo như người trong cuộc là một sự chia tay dựa trên sự tôn trọng lẫn nhau và là một quyết định khó khăn của Min.
Trong năm 2016, Min cho ra mắt một số sản phẩm âm nhạc như "Take me away", "One Day (Nếu như một ngày)",... tuy nhiên sự nghiệp âm nhạc của cô không có tiến triển thêm. Thêm vào đó là việc chia tay người yêu sau ba năm gắn bó, năm 2016 trở thành một năm không như ý muốn. Đầu tháng 12, Min cho ra mắt Single "Gọi Tên Em" và MV cùng tên. MV nhận được sự chú ý từ công chúng nhưng không nhiều và chưa đủ để đưa tên tuổi Min trở lại trong lòng công chúng như trước kia.
Năm 2017, mãi đến khoảng cuối tháng 4, đầu tháng 5, Min bất ngờ trở lại bằng việc tung ra ca khúc "Có em chờ", cũng thể hiện bài hát với cô là ca sĩ Mr.A. Ca khúc nhanh chóng nhận được sự chú ý và ủng hộ từ người hâm mộ. MV Lyric của ca khúc đạt được một triệu lượt xem trên YouTube chỉ trong vòng hai ngày. Đặc biệt ca khúc được sản xuất bởi nhạc sĩ Khắc Hưng, một trong những nhạc sĩ thành công nhất trong năm 2016 và được yêu thích nhất vào khoảng thời gian này và sáng tác bởi Kai Đinh. Trong lời bài hát có câu "Ngoài kia nếu có khó khăn quá, về nhà anh nhé có em chờ" lập tức trở thành trào lưu trên mạng xã hội, không khó bắt gặp câu nói này trong các bình luận hay trang thái của cộng động mạng Việt Nam lúc bấy giờ.
Ngày 23 tháng 5, Min cùng Erik, một ca sĩ khác cũng vừa rời khỏi St.319 Entertainment, cho ra mắt một ca khúc mới có tựa là "Ghen", do nhạc sĩ Khắc Hưng chắp bút và sản xuất. Với những cảnh quay đẹp và nổi loạn, giai điệu bắt tai, dễ nhớ, ca khúc nhanh chóng chiếm được cảm tình của khán giả và liên tục chiếm lĩnh bảng xếp hạng Zing MP3. Ngày 30 tháng 6, cặp đôi Min và Erik tiếp tục tung ra MV ca khúc mới có tựa là Ngày thứ 8 của mẹ. Tháng 7 cô cũng trình làng ca khúc mới mang tên "Hôn Anh".
Ngày 22 tháng 5 năm 2018, Min chính thức ra mắt MV "Em mới là người yêu anh", đây là một sáng tác mới của nhạc sĩ Khắc Hưng với phần hình ảnh được Min thực hiện toàn bộ tại Pháp với ekip là người nước ngoài. Kịch bản mới lạ, những góc máy đắt giá, mẫu nam điển trai "hút hồn" dân mạng,.. khiến MV của Min dễ dàng leo lên vị trí #1 Trending YouTube với 3,9 triệu lượt xem sau 3 ngày ra mắt.
Năm 2019, sau một thời gian dài vắng bóng, Min đã tiếp tục quay trở lại đường đua Vpop với ca khúc mới mang tên "Đừng yêu nữa em mệt rồi". Với lời bài hát hấp dẫn, chỉ chưa đầy 1 phút, bản teaser mà đã thu hút được rất nhiều bạn trẻ và Music Video chính thức cho ca khúc đã được ra mắt vào ngày 19 tháng 4 tạo ra một cú hit cho Min sau thời gian dài vắng bóng, ca khúc đã nắm ở Top 1 Trending trong nhiều tuần. Ngày 7 tháng 9 năm 2019, Min hợp tác với nam rapper trẻ OSAD ra mắt bài hát "Em muốn ăn gì".
Năm 2020, cô phát hành bài hát tuyên truyền phòng chống dịch bệnh COVID-19 bằng bài hát "Ghen Cô Vy", bài hát sớm trở thành siêu hit Quốc tế và được tạp chí âm nhạc Billboard và nhiều đài truyền hình quốc tế như HBO khen ngợi.
Năm 2022 , sau nhiều năm chăm chỉ hoạt động nghệ thuật với tư cách nghệ sĩ solo, nữ ca sĩ sở hữu nhiều MV trăm triệu view nhất Vpop - Min chính thức ra mắt album đầu tay mang tên "50/50". Album bao gồm 8 ca khúc đa dạng các phong cách như Pop RnB, Trap RnB và Dance Pop. Ngoài bản hit 100 triệu view "Trên tình bạn dưới tình yêu" đã được phát hành trước đó thì 7 sáng tác còn lại đều hoàn toàn mới toanh đó là: "Late Blooming Flower", "Cà phê", "Anh qua đây đi", "Phải lòng anh", "Watching The Stars", "Ngắm sao" (Dear Miniacs)" và "Phải lòng anh (dream ver.)".

## Đời tư
Cô có thời gian từng hẹn hò với Nhật Minh (nhà tạo mẫu của nhóm nhảy St.319) trước khi rời khỏi công ty giải trí St.319 Entertainment.

## Danh sách đĩa nhạc

### Album phòng thu
| Tên   | Thông tin album                                                                              |
| ----- | -------------------------------------------------------------------------------------------- |
| 50/50 | - Phát hành: Ngày 21 tháng 3 năm 2022 - Hãng: MIN - Định dạng: CD, tải nhạc, phát trực tuyến |

### Đĩa đơn
Với tư cách ca sĩ chính
| Bài hát                                                                              | Năm  | Album                         |
| ------------------------------------------------------------------------------------ | ---- | ----------------------------- |
| "Tìm" (hợp tác với Mr.A)                                                             | 2013 | Đĩa đơn không nằm trong album |
| "Nhớ"                                                                                | 2014 | Đĩa đơn không nằm trong album |
| "Get Out"                                                                            | 2014 | Đĩa đơn không nằm trong album |
| "Luôn Bên Anh" (hợp tác với Mr.A)                                                    | 2014 | Đĩa đơn không nằm trong album |
| "Y.Ê.U"                                                                              | 2015 | Đĩa đơn không nằm trong album |
| "Shine Your Light" (hợp tác với JustaTee)                                            | 2015 | Đĩa đơn không nằm trong album |
| "Up To You"                                                                          | 2016 | Đĩa đơn không nằm trong album |
| "Nếu Như Một Ngày" (hợp tác với Rhymastic)                                           | 2016 | Take Me Away (đĩa đơn)        |
| "Gọi Tên Em"                                                                         | 2016 | Đĩa đơn không nằm trong album |
| "Có Em Chờ" (hợp tác với Mr.A)                                                       | 2017 | Đĩa đơn không nằm trong album |
| "Ghen" (với Khắc Hưng, Erik)                                                         | 2017 | Đĩa đơn không nằm trong album |
| "Hôn Anh"                                                                            | 2017 | Đĩa đơn không nằm trong album |
| "Người Em Tìm Kiếm"                                                                  | 2017 | Đĩa đơn không nằm trong album |
| "Em Mới Là Người Yêu Anh"                                                            | 2018 | Đĩa đơn không nằm trong album |
| "Đừng Yêu Nữa, Em Mệt Rồi"                                                           | 2019 | Đĩa đơn không nằm trong album |
| "Vì Yêu Cứ Đâm Đầu" (với Đen Vâu, JustaTee)                                          | 2019 | Đĩa đơn không nằm trong album |
| "Ghen Cô Vy" (với Viện Sức khoẻ nghề nghiệp và môi trường Việt Nam, Khắc Hưng, Erik) | 2020 | Đĩa đơn không nằm trong album |
| "Trên Tình Bạn Dưới Tình Yêu"                                                        | 2020 | 50/50                         |
| "Cà Phê"                                                                             | 2022 | 50/50                         |
| "Not a Good Time for Love"                                                           | 2023 | Đĩa đơn không nằm trong album |
| (từng là) Boyfriend, Girlfriend                                                      | 2025 |                               |

Với tư cách khách mời
| Bài hát                                                               | Năm  | Album                            |
| --------------------------------------------------------------------- | ---- | -------------------------------- |
| "Bài Này Chill Phết" (Đen Vâu hợp tác với Min)                        | 2019 | Đĩa đơn không nằm trong album    |
| "Em Muốn Ăn Gì?" (OSAD hợp tác với Min)                               | 2019 | Đĩa đơn không nằm trong album    |
| "để tôi ôm em bằng giai điệu này" (Kai Đinh hợp tác với Min , Grey-D) | 2022 | winter warmer                    |
| "girls like me don't cry (remix)" (thuy hợp tác với Min)              | 2023 | girls like me don't cry (deluxe) |
| "Điều Vô Tri Nhất" (with Kai Đinh)                                    | 2024 |                                  |

### Đĩa đơn quảng bá
| Bài hát                                   | Năm  | Album                         |
| ----------------------------------------- | ---- | ----------------------------- |
| "Chưa bao giờ mẹ kể" (với Erik)           | 2017 | Đĩa đơn không nằm trong album |
| "Đừng Xin Lỗi Nữa" (với Erik)             | 2018 | OST Lala - Hãy để em yêu anh  |
| "STEPS2FAME"                              | 2018 | Đĩa đơn không nằm trong album |
| "Hoà nhịp Giáng Sinh"                     | 2019 | Đĩa đơn không nằm trong album |
| "Love DNA" (với Trọng Hiếu)               | 2020 | Đĩa đơn không nằm trong album |
| "MLEM MLEM" (với JustaTee và Yuno Bigboi) | 2021 | Đĩa đơn không nằm trong album |
| "Ơi ơi ơi"                                | 2021 | Đĩa đơn không nằm trong album |
| "Hít vào thở ra" (với Hiếu Thứ Hai)       | 2021 | Đĩa đơn không nằm trong album |
| "Tìm X"                                   | 2022 | Đĩa đơn không nằm trong album |

### Video âm nhạc đã xuất hiện
| Năm  | MV        | Nghệ sĩ     |
| ---- | --------- | ----------- |
| 2012 | You and I | Cường Seven |

## Giải thưởng và đề cử
| Năm  | Giải thưởng                   | Hạng mục                                  | Tác phẩm                    | Kết quả   | Chú thích |
| ---- | ----------------------------- | ----------------------------------------- | --------------------------- | --------- | --------- |
| 2015 | YAN Vpop 20 Awards            | MV của năm                                | Y.Ê.U                       | Đoạt giải |           |
| 2015 | YAN Vpop 20 Awards            | Nữ ca sĩ đột phá                          |                             | Đề cử     |           |
| 2015 | YAN Vpop 20 Awards            | Top 20 ca sĩ                              | Đoạt giải                   |           |           |
| 2015 | We Choice Awards              | Playlist truyền cảm hứng                  | Y.Ê.U                       | Đề cử     |           |
| 2017 | Zing Music Awards             | Bài hát của năm                           | Có em chờ                   | Đoạt giải | [ 15 ]    |
| 2017 | Zing Music Awards             | Nghệ sĩ của năm                           |                             | Đề cử     |           |
| 2017 | Zing Music Awards             | MV của năm                                | Ghen                        | Đoạt giải |           |
| 2017 | Zing Music Awards             | Nữ ca sĩ được yêu thích nhất              |                             | Đề cử     |           |
| 2017 | Zing Music Awards             | Song ca/Nhóm ca được yêu thích (với Erik) | —                           | Đoạt giải |           |
| 2017 | Zing Music Awards             | Ca khúc R&B/ Soul được yêu thích          | Có em chờ                   | Đề cử     |           |
| 2017 | Zing Music Awards             | Ca khúc R&B/ Soul được yêu thích          | Chưa bao giờ mẹ kể          | Đề cử     |           |
| 2017 | Zing Music Awards             | Ca khúc Dance/ Electronic được yêu thích  | Ghen                        | Đề cử     |           |
| 2017 | Làn Sóng Xanh                 | Top 10 bài hát được yêu thích             | Ghen                        | Đoạt giải |           |
| 2017 | Làn Sóng Xanh                 | Top 10 bài hát được yêu thích             | Có em chờ                   | Đoạt giải |           |
| 2017 | Làn Sóng Xanh                 | Single của năm                            | Ghen                        | Đề cử     |           |
| 2017 | Làn Sóng Xanh                 | Hòa âm phối khí                           | Ghen                        | Đề cử     |           |
| 2017 | Làn Sóng Xanh                 | Nữ ca sĩ triển vọng                       | —                           | Đề cử     |           |
| 2017 | Làn Sóng Xanh                 | Bài hát hiện tượng                        | Có em chờ                   | Đề cử     |           |
| 2017 | Keeng Young Awards            | Nghệ sĩ xuất sắc nhất                     |                             | Đề cử     |           |
| 2017 | Keeng Young Awards            | Ca khúc của năm                           | Ghen                        | Đề cử     |           |
| 2017 | Keeng Young Awards            | MV của năm                                | Có em chờ                   | Đề cử     |           |
| 2017 | Keeng Young Awards            | Ca khúc nhạc Dance                        | Ghen                        | Đề cử     |           |
| 2017 | Keeng Young Awards            | Ca khúc phối hợp                          | Có em chờ                   | Đoạt giải |           |
| 2017 | Keeng Young Awards            | Ca khúc phối hợp                          | Ghen                        | Đề cử     |           |
| 2017 | Keeng Young Awards            | Nữ ca sĩ được yêu thích nhất              |                             | Đề cử     |           |
| 2017 | We Choice Awards              | Top 10 nhân vật truyền cảm hứng           | —                           | Đoạt giải |           |
| 2017 | We Choice Awards              | Music Video được yêu thích                | Ghen                        | Đề cử     |           |
| 2017 | We Choice Awards              | Music Video được yêu thích                | Có em chờ                   | Đề cử     |           |
| 2017 | We Choice Awards              | Ca sĩ có hoạt động đột phá                |                             | Đề cử     |           |
| 2018 | Giải thưởng Âm nhạc Cống hiến | Video âm nhạc của năm                     | "Ghen"                      | Đề cử     |           |
| 2018 | Giải thưởng Âm nhạc Cống hiến | Nghệ sĩ mới của năm                       | "Ghen"                      | Đề cử     |           |
| 2018 | Làn Sóng Xanh                 | Ca khúc nhạc phim được yêu thích nhất     | Đừng xin lỗi nữa            | Đề cử     |           |
| 2018 | Zing Music Awards             | Sự kết hợp được yêu thích                 | (cùng Erik)                 | Đề cử     |           |
| 2018 | We Choice Awards              | Music Video của năm                       | Em mới là người yêu anh     | Đề cử     |           |
| 2018 | Elle Style Awards             | Nữ ca sĩ phong cách của năm               |                             | Đoạt giải |           |
| 2019 | METUB WebTVAsia Awards        | Best Pop Music Video of the Year          | "Đừng yêu nữa em mệt rồi"   | Đoạt giải | [ 16 ]    |
| 2019 | Làn Sóng Xanh                 | Nữ ca sĩ của năm                          | —                           | Đề cử     |           |
| 2019 | Làn Sóng Xanh                 | Sự kết hợp xuất sắc                       | Vì yêu cứ đâm đầu           | Đề cử     |           |
| 2019 | Làn Sóng Xanh                 | Top 10 ca khúc được yêu thích             | Bài này chill phết          | Đoạt giải |           |
| 2019 | Làn Sóng Xanh                 | Top 10 ca khúc được yêu thích             | Đừng yêu nữa em mệt rồi     | Đoạt giải |           |
| 2019 | Zing Music Awards             | Nghệ sĩ của năm                           |                             | Đề cử     |           |
| 2019 | Zing Music Awards             | Nữ nghệ sĩ được yêu thích nhất            |                             | Đề cử     |           |
| 2019 | We Choice Awards              | Ca sĩ có hoạt động đột phá                |                             | Đề cử     |           |
| 2019 | We Choice Awards              | Music Video của năm                       | Đừng yêu nữa em mệt rồi     | Đề cử     |           |
| 2020 | Wechoice Awards               | Nhân vật truyền cảm hứng                  | Ekip Ghen Cô Vy             | Đề cử     |           |
| 2020 | Wechoice Awards               | Music Video của năm                       | Trên tình bạn dưới tình yêu | Đề cử     |           |
| 2020 | Wechoice Awards               | Music Video của năm                       | "Ghen Cô Vy"                | Đề cử     |           |
| 2020 | Wechoice Awards               | Trào lưu mạng xã hội                      | "Ghen Cô Vy"                | Đề cử     |           |
| 2020 | Zing Music Awards             | Nữ ca sĩ được yêu thích nhất              |                             | Đề cử     |           |
| 2020 | Zing Music Awards             | Ca khúc R&B/Soul được yêu thích           | Vì yêu cứ đâm đầu           | Đề cử     |           |
| 2023 | Giải Cống hiến                | Nữ ca sĩ của năm                          |                             | Đề cử     |           |